# Dig (Band)
Dig ist eine US-amerikanische Rockband aus Los Angeles.

## Geschichte
Die Band wurde 1991 von dem Sänger und Gitarristen Scott Hackwith (Produzent für die Ramones), den Gitarristen Dix Denney (vorher bei The Weirdos und Thelonious Monster) und Jon Morris, dem Bassisten Phil Friedmann und dem Schlagzeuger Matt Tecu gegründet.
1992 wurde die EP Runt über das Indie-Label Wasteland veröffentlicht. Ende des Jahres unterschrieb die Band bei Radioactive Records, wo sie 1993 ihr Debütalbum Dig veröffentlichte. Die Single Believe verblieb fast drei Monate in MTV’s Buzz Bin, worauf das zweite Album Defenders of the Universe Mitte 1996 folgte. Anfang 1999 erschien das dritte Album Life Like. Im selben Jahr löste sich die Band auf.
Nach langer Pause veröffentlichte die Band 2021 mit dem Song Treatment neue Musik.
Im März 2023 starb Dix Denney im Alter von 65 Jahren.

## Diskografie
- 1993: Runt (EP, Wasteland)
- 1993: Dig (Radioactive Records)
- 1994: Soft Pretzel (EP, Radioactive Records)
- 1996: Defenders of the Universe (Radioactive Records)
- 1998: Life Like (Universal Records)

## Belege
1. ↑  Chartquellen: US
2. ↑  Sinusoidalmusic.com: Flea Mourns the Death of Dix Denney, an Exceptional Artist and Pioneer of Punk Music. Abgerufen am 2. November 2023.